# Mary McCagg
Mary Randolph McCagg (Kirkland, 29 de abril de 1967) es una deportista estadounidense que compitió en remo. Su hermana gemela Elizabeth compitió en el mismo deporte.
Ganó tres medallas en el Campeonato Mundial de Remo entre los años 1993 y 1995.
Participó en dos Juegos Olímpicos de Verano, ocupando el sexto lugar en Barcelona 1992 y el cuarto en Atlanta 1996, en la prueba de ocho con timonel.

## Palmarés internacional
| Campeonato Mundial | Campeonato Mundial       | Campeonato Mundial | Campeonato Mundial |
| Año                | Lugar                    | Medalla            | Prueba             |
| ------------------ | ------------------------ | ------------------ | ------------------ |
| 1993               | Račice (República Checa) | Medalla de plata   | Ocho con timonel   |
| 1993               | Račice (República Checa) | Medalla de bronce  | Dos sin timonel    |
| 1995               | Tampere (Finlandia)      | Medalla de oro     | Ocho con timonel   |